# Comuna Halîceanî, Horohiv
Halîceanî (în ucraineană Галичани) este o comună în raionul Horohiv, regiunea Volînia, Ucraina, formată din satele Halîceanî (reședința), Hmelnîțke și Novîi Zborîșiv.

## Demografie
Componența lingvistică a satului Halîceanî
     Ucraineană (99,56%)
     Alte limbi (0,35%)
Conform recensământului din 2001, majoritatea populației satului Halîceanî era vorbitoare de ucraineană (99,56%), existând în minoritate și vorbitori de alte limbi.